# Bastion Vittoria
Le Bastion Vittoria (en italien ; Bastione della  Vittoria)  est un élément du Bastion Fortezza au sommet sud des remparts de Grosseto, (province de Grosseto en Toscane).

## Histoire
Le bastion, avec le bastion de Santa Lucia, est l'un des deux remparts mineurs qui s'ouvrent depuis le bastion Fortezza avec la pointe tournée vers le centre historique ; par rapport à l'autre rempart, il est situé un peu plus au sud, faisant face à la partie intérieure de la ville à proximité du croisement routier de via Amiata, au-delà duquel les remparts continuent vers le bastion Maiano.
Le bastion a été construit lors de la reconstruction des remparts dans la seconde moitié du XVIe siècle et, comme presque tous les autres remparts, il est équipé d'une série de sabords. Le rempart conserve une échauguette, aux caractéristiques très similaires à celle présente sur le bastion de Santa Lucia.